# Municipio de Washington (condado de Ouachita)
El municipio de Washington (en inglés: Washington Township) es un municipio ubicado en el condado de Ouachita en el estado estadounidense de Arkansas. En el año 2010 tenía una población de 808 habitantes y una densidad poblacional de 5,44 personas por km².

## Geografía
El municipio de Washington se encuentra ubicado en las coordenadas 33°24′2″N 92°41′43″O / 33.40056, -92.69528. Según la Oficina del Censo de los Estados Unidos, el municipio tiene una superficie total de 148.43 km², de la cual 146,6 km² corresponden a tierra firme y (1,23 %) 1,82 km² es agua.

## Demografía
Según el censo de 2010, había 808 personas residiendo en el municipio de Washington. La densidad de población era de 5,44 hab./km². De los 808 habitantes, el municipio de Washington estaba compuesto por el 84,16 % blancos, el 12,62 % eran afroamericanos, el 0,12 % eran asiáticos, el 0,12 % eran de otras razas y el 2,97 % eran de una mezcla de razas. Del total de la población el 1,61 % eran hispanos o latinos de cualquier raza.